# Ошибка 403
HTTP 403 Forbidden — стандартный код ответа HTTP, означающий, что доступ к запрошенному ресурсу запрещён. Сервер понял запрос, но не выполнит его.
Наиболее вероятными причинами ограничения может послужить попытка доступа к системным ресурсам веб-сервера (например, файлам .htaccess или .htpasswd) или к файлам, доступ к которым был закрыт с помощью конфигурационных файлов, требование аутентификации не средствами HTTP, например, для доступа к системе управления содержимым или разделу для зарегистрированных пользователей либо сервер не удовлетворён IP-адресом клиента, например, при блокировках. Появился в HTTP/1.0.

## Спецификации
HTTP 403 предоставляет случай ошибки, отличный от HTTP 401: сервер возвращает HTTP 401, когда клиент не прошёл аутентификацию, и подразумевает, что успешный ответ может быть возвращён после действительной аутентификации, а HTTP 403 означает, что клиенту не разрешён доступ к ресурсу, несмотря на предоставление аутентификации.
Веб-сервер Apache возвращает 403 Forbidden в ответ на запросы перенаправлений URL, которые соответствуют каталогам файловой системы, когда списки каталогов отключены на сервере и нет директивы Index.html для указания существующего файла, который должен быть возвращён в браузер. Некоторые администраторы настраивают прокси-расширение Mod для Apache, чтобы блокировать такие запросы, при этом также возвращается 403 Forbidden. Microsoft IIS реагирует таким же образом, когда на этом сервере запрещены списки каталогов. В WebDAV ответ 403 Forbidden будет возвращён сервером, если клиент выдал запрос PROPFIND, но также не выдал требуемый заголовок глубины или выдал заголовок глубины бесконечности.

## Коды ошибок подстатуса для IIS

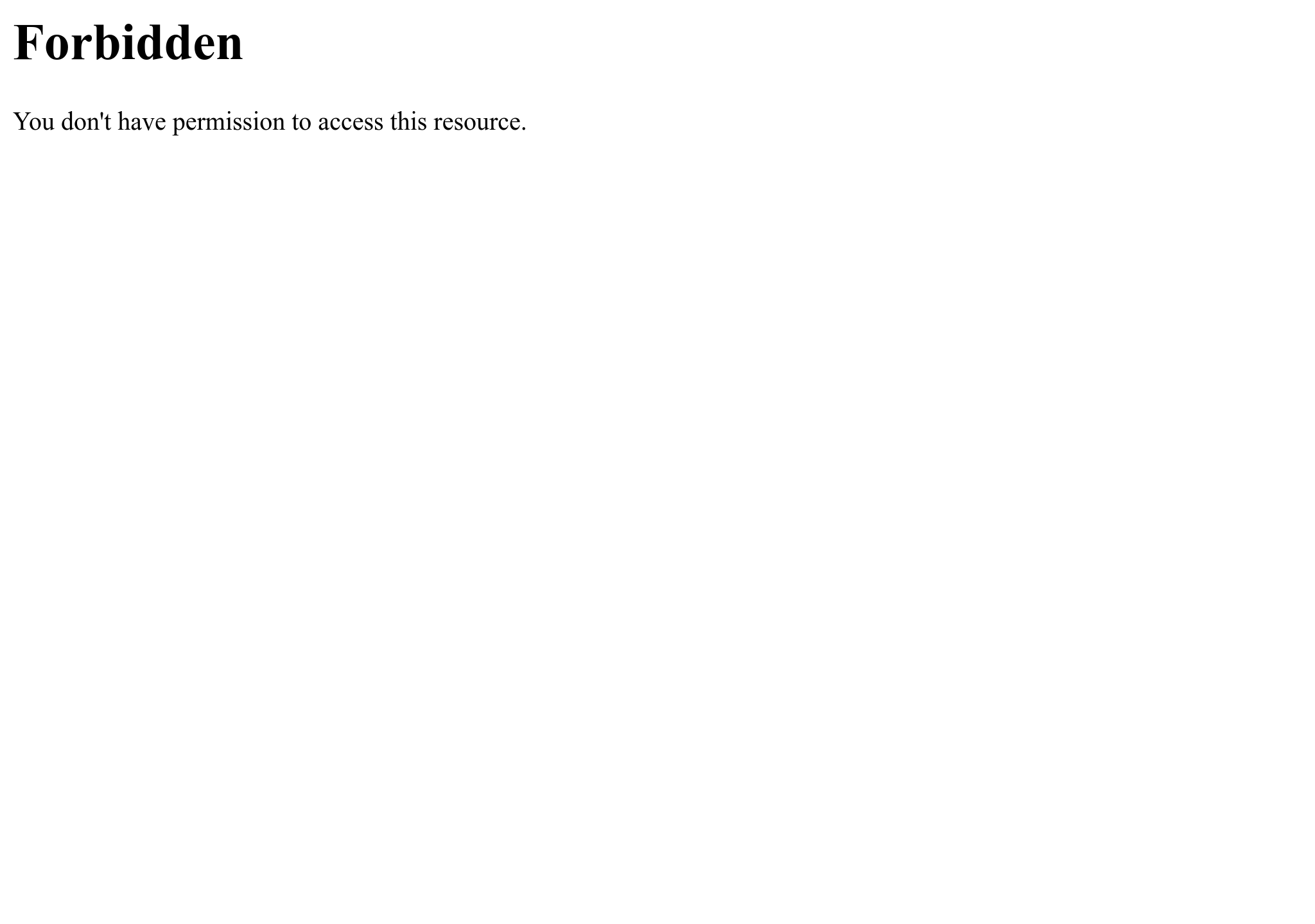
Сообщение об ошибке Английской Википедии

Следующие нестандартные коды возвращаются службами Microsoft Internet Information Services, но официально не признаются IANA.
- 403.1 — доступ к выполнению запрещён.
- 403.2 — доступ для чтения запрещён.
- 403.3 — доступ на запись запрещён.
- 403.4 — требуется SSL.
- 403.5 — требуется SSL 128.
- 403.6 — IP-адрес отклонён.
- 403.7 — требуется сертификат клиента.
- 403.8 — доступ к сайту запрещён.
- 403.9 — слишком много пользователей.
- 403.10 — неверная конфигурация.
- 403.11 — смена пароля.
- 403.12 — Mapper отказал в доступе.
- 403.13 — сертификат клиента отозван.
- 403.14 — листинг каталога отклонён.
- 403.15 — превышено количество клиентских лицензий.
- 403.16 — сертификат клиента ненадёжен или недействителен.
- 403.17 — срок действия сертификата клиента истёк или ещё не действителен.
- 403.18 — не удаётся выполнить запрос из этого пула приложений.
- 403.19 — невозможно выполнить CGI для клиента в этом пуле приложений.
- 403.20 — ошибка входа в систему с паспортом.
- 403.21 — доступ к источнику запрещён.
- 403.22 — бесконечная глубина запрещена.
- 403.502 — слишком много запросов с одного IP-адреса клиента; достигнуто ограничение динамического IP-адреса.
- 403.503 — отклонено из-за ограничения IP-адреса.